# Палацо Памфили
Палацо Памфили (на италиански: Palazzo Pamphilj) – ренесансов дворец в Рим, строен от папа Инокентий X през периода 1646-1650 за снаха му Олимпия Майдалкини. От 1920 г. в него се помещава посолството на република Бразилия, а от 1964 г. в територия на Федеративна република Бразилия.

## История
Когато през 1644 кардинал Джовани Батиста Памфили е избран за папа под името Инокентий X. С този конклав се увеличава и авторитета на рода, който вече притежава в Рим малък дворец. Папата решава да отрази могъществото на семейството си чрез нов, величествен дворец, който да обединява стария дворец на Памфили и някои вече съществуващи сгради. Земята за строителство е купена и проектът е възложен на архитекта Джироламо Райналди. Строителството започва през 1646.
През 1647 г. архитект Франческо Боромини е консултант по дизайна и дава редица нови предложения за проекта.
През 1651 г., художникът Пиедро Кортона прави украса специално за галерията в двореца. Неговия стенопис изобразява сцени от живота на Еней, както е описан от Вергилий, тъй като Памфили считат че произлизат от него. За разлика от големия и просторен по обем Палацо Барберини, който също е изрисуван от Кортона, галерията на Палацо Памфили е с дълъг и нисък свод, което от една страна прави невъзможно доброто наблюдение на фреските. Затова Кортона разработва поредица от сцени около централен „Апотеоз на Еней“.
Новият дворец става дом Олимпия Майдалкини, братова жена на папата и негов важен съветник, и считана за негова любовница.